# Municipio de Hanson (Dakota del Norte)
El municipio de Hanson (en inglés: Hanson Township) es un municipio ubicado en el condado de Ransom en el estado estadounidense de Dakota del Norte. En el año 2010 tenía una población de 69 habitantes y una densidad poblacional de 0,74 personas por km².

## Geografía
El municipio de Hanson se encuentra ubicado en las coordenadas 46°24′59″N 97°57′20″O / 46.41639, -97.95556. Según la Oficina del Censo de los Estados Unidos, el municipio tiene una superficie total de 93.18 km², de la cual 93,13 km² corresponden a tierra firme y (0,05 %) 0,05 km² es agua.

## Demografía
Según el censo de 2010, había 69 personas residiendo en el municipio de Hanson. La densidad de población era de 0,74 hab./km². De los 69 habitantes, el municipio de Hanson estaba compuesto por el 97,1 % blancos y el 2,9 % eran de una mezcla de razas. Del total de la población el 0 % eran hispanos o latinos de cualquier raza.